# Linus Videll
Linus Videll (ur. 5 maja 1985 w Sztokholmie) – szwedzki hokeista, reprezentant Szwecji.

## Kariera
- AIK J16 (2000-2001)
- AIK J18 / J20 (2001-2002)
- Brynäs IF (2002)
- Södertälje J20 (2002-2003)
- Södertälje SK (2003-2011)
  -  Halmstad Hammers (2004-2005)
- AIK Ishockey (2005-2006, 2011)
- Jugra Chanty-Mansyjsk (2011-2012)
- Siewierstal Czerepowiec (2013-2014)
- Donbas Donieck (2014)
- Dinamo Ryga (2014-2015)
- Torpedo Niżny Nowogród (2015-2017)
- Traktor Czelabińsk (2017-2018)
- Dinamo Ryga (2018-2019)
- Barys Astana / Nur-Sułtan (2019-2021)
- Djurgårdens IF (2021)
- Mietałłurg Magnitogorsk (2021-)

Wychowanek klubu Djurgårdens IF. Od 2011 występował w rosyjskich rozgrywkach KHL. Od października 2011 do grudnia 2012 zawodnik Jugry Chanty-Mansyjsk. Od stycznia 2013 zawodnik Siewierstali Czerepowiec. W czerwcu 2013 przedłużył kontrakt o rok. Od maja 2014 zawodnik ukraińskiego Donbasu Donieck, zaś po przerwaniu działalności tego klubu od września 2014 zawodnik Dinama Ryga. Od czerwca 2015 zawodnik Torpedo Niżny Nowogród. Od maja 2017 zawodnik Traktora Czelabińsk. W maju 2018 ponownie został zawodnikiem Dinama Ryga. Od listopada 2019 zawodnik Barysu. Od maja 2021 zawodnik macierzystego Djurgårdens IF. W grudniu 2021 przeszedł do Mietałłurga Magnitogorsk.

## Sukcesy
Klubowe
- Awans do Elitserien: 2007 z Södertälje SK

Indywidualne
- Elitserien (2007/2008): pierwsze miejsce w klasyfikacji strzelców goli w osłabieniu: 4 gole
- KHL (2018/2019): czwarte miejsce w klasyfikacji strzelców w sezonie zasadniczym: 24 gole